# وليام منتغيو كوب
وليام مونتغيو كوب (1904-1990) طبيب مجاز من المجلس وعالم أنثروبولوجيا طبيعية. باعتباره أول أمريكي أفريقي حائز على دكتوراه في الأنثروبولوجيا، والوحيد حتى بعد الحرب الكورية، فقد ركز دراسته في الحقل الأنثروبولوجي على فكرة العرق وتأثيرها السلبي على المجتمعات الملونة. كرّس حياته المهنية كطبيب وأستاذ في جامعة هوارد للنهوض بالباحثين الأمريكيين الأفارقة وشارك بكثافة في نشاطية الحقوق المدنية. كتب كوب بكثرة، وساهم في المقالات الشعبية والأكاديمية خلال مسيرته المهنية. ساهمت أعماله مساهمة كبيرة في تطوير الحقل الفرعي للأنثروبولوجيا الثقافية الحيوية خلال النصف الأول من القرن العشرين. كوب أيضًا معلم بارع ودرّس أكثر من 5000 طالب في العلوم الاجتماعية والصحية خلال حياته.

## حياته المهنية
بعد منحه الدكتوراه، بقي كوب في جامعة كيس وسترن ريسرف كزميل، وواصل العمل في مجموعة هامان تود مع التركيز على إغلاق الدروز القحفية. أثبت منشوره الصادر عام 1940 بعنوان «الاتحاد الجمجمي الوجهي في الإنسان» الذي أنتج نتيجة لهذا العمل خبرته كعالم تشريح وظيفي وهو أحد أعماله المذكورة حتى الآن. خلال هذه الفترة، عمل كوب أيضًا مع عالم الأنثروبولوجيا الفيزيائية أليش هردليكا في مسح لمجموعة الهياكل العظمية في مؤسسة سميثسونيان في واشنطن العاصمة. عاد إلى كلية الطب بجامعة هوارد في عام 1930 وبقي يدرّس هناك معظم حياته المهنية وأنشأ مجموعة دبليو. منتغيو كوب الهيكلية. أصبح أول أستاذ متميز بالجامعة عام 1969 وأصبح أستاذًا فخريًا عام 1973. بالإضافة إلى عمله في هوارد، درّس كوب أيضًا في جامعة ستانفورد، وجامعة أركنساس في ليتل روك، وجامعة واشنطن، وجامعة ماريلاند، وجامعة وست فيرجينيا، وكلية هارفارد للطب، وكلية الطب ويسكونسن في ميلواكي، والجامعة الكاثوليكية الأمريكية خلال حياته.
شارك كوب بقوة في عدد من المنظمات الأنثروبولوجية والطبية خلال حياته المهنية. كان عضوًا نشطًا في الرابطة الأمريكية لعلماء الأنثروبولوجيا الطبيعية منذ اجتماعها الثاني في عام 1930 وعمل في مجلس إدارتها في مناسبات متعددة، كنائب للرئيس (1948-1950 و1954–1956) ورئيسًا (1957–1959). شغل أيضًا مناصب قيادية مع الجمعية الأنثروبولوجية في واشنطن، والجمعية الأمريكية لتقدم العلوم، والجمعية الأمريكية لتحسين النسل، والجمعية الطبية-الجراحية في مقاطعة كولومبيا. شغل أيضًا منصب رئيس مجلس التعليم الطبي والمستشفيات لفترتين (1948-1963).
تابع كوب طوال حياته العمل الذي يهدف إلى تعزيز فرص الأمريكيين الأفارقة داخل المجتمع عمومًا وضمن العلوم الصحية. كان عضوًا نشطًا في الجمعية الوطنية للنهوض بالملونين وشغل منصب رئيسها منذ عام 1976 وحتى عام 1982. أنشأ مؤتمرات إمحوتب حول تكامل المستشفيات في عام 1957 كجزء من الجمعية الوطنية للنهوض بالملونين، وهي مؤتمرات سنوية سعت إلى إنهاء الفصل بين المستشفيات والكليات الطبية والذي استمر حتى عام 1964. كان عضوًا نشطًا في الجمعية الطبية الوطنية، وهي منظمة مكرسة للنهوض بالأطباء الأمريكيين من أصل أفريقي وغيرهم من المهنيين الصحيين. ساهم لفترة طويلة في مجلتها، مجلة الجمعية الطبية الوطنية، وشغل منصب رئيس تحريرها منذ عام 1944 حتى وفاته في عام 1990. شغل منصب رئيس المنظمة منذ عام 1964 وحتى عام 1965. بالإضافة إلى مشاركته في كل من المنظمات والمجلات المهنية التي قادها الأمريكيون الأفارقة والأمريكيون الأوروبيون، كان كوب نشطًا في التوعية المجتمعية من خلال أعماله على العرق والصحة المنشورة في مجلات أمريكية أفريقية شهيرة مثل ذا نيغرو دايجست، وذا بيتسبرغ كوريير، وإيبني.

## الدراسات
طوال حياته المهنية، طبق كوب خبرته التقنية في علم التشريح الوظيفي والطب على مجموعة متنوعة من الموضوعات، بما في ذلك قضايا الصحة الأمريكية الأفريقية، وتنمية الطفل، ودحض المبررات العلمية للعنصرية. وصِف نهجه على أنه شكل من أشكال الأنثروبولوجيا التطبيقية والدراسات الناشطة. انتقد عمله صراحة المفاهيم الهرمية للتنوع البشري، وغالبًا ما هدم الحجج التطورية العرقية من خلال تسليط الضوء على مرونة الأمريكيين الأفارقة. أخذ كمثال تجربة تجارة العبيد عبر الأطلسي التي قال إنها كانت بمثابة ضغط انتقائي وكان من الممكن أن تؤدي إلى تعداد سكاني أقوى وراثيًا مقارنة بالأمريكيين الأوروبيين الذين لم يواجهوا عنق الزجاجة السكانية.